# Enana naranja

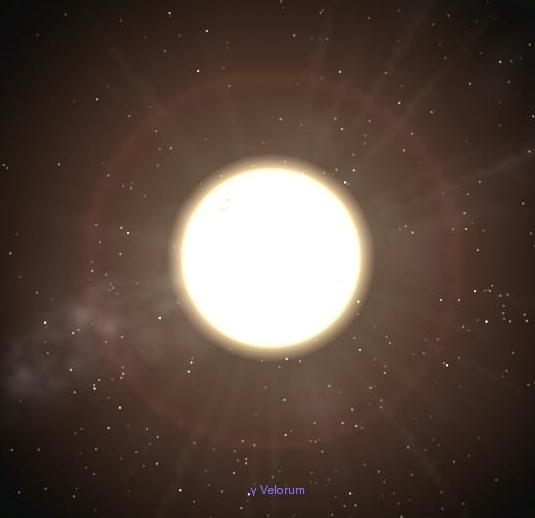
HD 70642, un ejemplo de enana naranja, vista desde el planetario Celestia.

Una enana naranja (también denominada estrella de tipo-K de la secuencia principal (KV) o enana K), es una estrella de la secuencia principal (en su núcleo tiene lugar la fusión del hidrógeno) de tipo espectral K y clase de luminosidad V. Estas estrellas tienen un tamaño intermedio entre las enanas rojas (estrellas de tipo-M de la secuencia principal) y las enanas amarillas (estrellas de tipo-G de la secuencia principal) análogas al Sol. Tienen masas comprendidas entre 0,5 y 0,8 masas solares y temperaturas superficiales entre 3900 y 5200 K.,Tablas VII,VIII. Los ejemplos mejor conocidos incluyen a Alfa Centauri B (K1 V) y Épsilon Indi.
Estas estrellas son de gran interés en la búsqueda de vida extraterrestre debido a que permanecen estables en la secuencia principal durante un largo período, comprendido entre 15 000 y 30 000 millones de años, mayor que los 10 000 millones de años que estará el Sol. Esto puede dar una oportunidad a la vida para que evolucione en planetas terrestres que orbiten alrededor de estas estrellas. Las estrellas de tipo-K emiten también menos radiación ultravioleta (la cual puede dañar el ADN y, por tanto, obstaculizar la aparición de vida) que las estrellas de tipo-G como el Sol. Las estrellas de tipo-K de la secuencia principal son aproximadamente de tres a cuatro veces tan abundantes como las estrellas de tipo-G de la secuencia principal, haciendo más fácil la posible búsqueda de planetas.

## Estrellas espectrales estándar

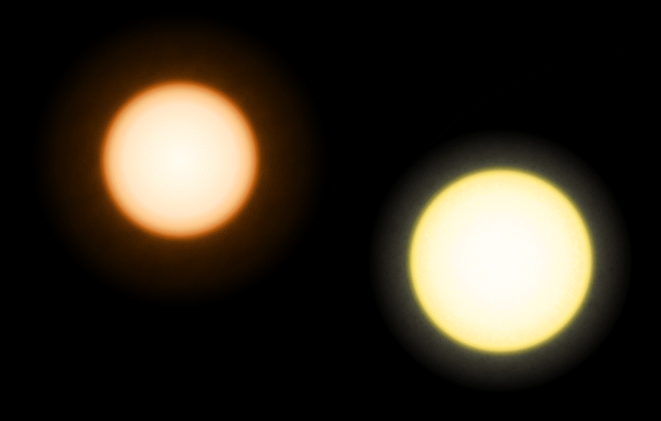
Esta ilustración muestra el tamaño relativo de Epsilon Eridani (izquierda; 0,84 RSun) y el Sol (derecha). También se utiliza para mostrar 54 Piscium (0,85 RSun)

El sistema revisado del Yerkes Atlas (Johnson & Morgan 1953), enumera 12 estrellas enanas espectrales estándar de tipo-K, no obstante, no todas ellas han llegado hasta nuestros días como estándares. Los "puntos de anclaje" del sistema de clasificación de MK entre las estrellas enanas de tipo-K de la secuencia principal, es decir, aquellas estrellas estándar que tiene que permanecer sin cambios durante los últimos años, son: Epsilon Eridani (K2 V) y 61 Cygni A (K5 V). Otras estrellas estándar MK primarias incluyen: 70 Ophiuchi A (K0 V), 107 Piscium (K1 V), HD 219134 (K3 V), TW Piscis Austrini (K4 V), HD 120467 (K6 V) y 61 Cygni B (K7 V). Basado en el ejemplo dado en algunas referencias (por ejemplo, Johnson & Morgan 1953, Keenan y McNeil 1989), muchos autores consideran que el paso entre K7 V y M0 V sea una sola subdivisión, y que rara vez se encuentran con clasificaciones K8 o K9 en la literatura. Sin embargo, recientemente, HIP 111288 (K8V) y HIP 3261 (K9V) han sido propuestas como estrellas espectrales estándar.

## Enanas naranjas cercanas al Sol
Algunas de las estrellas de tipo-K más cercanas conocidas son: Alpha Centauri B, Epsilon Eridani, HD 192310, Gliese 86, y 54 Piscium.
La siguiente tabla recoge las enanas naranjas situadas a menos de 20 años luz de la Tierra:
| Estrella         | Tipo Espectral | Magnitud aparente | Magnitud absoluta | Ascensión Recta (J2000) | Declinación (J2000) | Distancia (Años luz) |
| ---------------- | -------------- | ----------------- | ----------------- | ----------------------- | ------------------- | -------------------- |
| α Centauri B     | K0V            | 1,35              | 5,70              | 14h 39m 35.08s          | −60° 50' 13.8"      | 4,39                 |
| ε Eridani        | K2V            | 3,72              | 6,18              | 03h 32m 55.84s          | −09° 27' 29.7"      | 10,5                 |
| 61 Cygni A       | K5.0V          | 5,20              | 7,49              | 21h 06m 53.94s          | +38° 44' 57.9"      | 11,4                 |
| 61 Cygni B       | K7.0V          | 6,05              | 8,31              | 21h 06m 53.94s          | +38° 44' 57.9"      | 11,4                 |
| ε Indi           | K5Ve           | 4,69              | 6,89              | 22h 03m 21.66s          | −56° 47' 09.5"      | 11,8                 |
| Groombridge 1618 | K7.0V          | 6,60              | 8,16              | 10h 11m 22.14s          | +49° 27' 15.3"      | 15,9                 |
| ο² Eridani A     | K1Ve           | 4,43              | 5,92              | 04h 15m 16.32s          | −07° 39' 10.3"      | 16,5                 |
| 70 Ophiuchi A    | K1Ve           | 4,24              | 5,71              | 18h 05m 27.29s          | +02° 30' 00.4"      | 16,6                 |
| 70 Ophiuchi B    | K5Ve           | 6,01              | 7,48              | 18h 05m 27.29s          | +02° 30' 00.4"      | 16,6                 |
| σ Draconis       | K0V            | 4,67              | 5,87              | 19h 32m 21.59s          | +69° 39' 40.2"      | 18,8                 |
| Gliese 570 A     | K5Ve           | 5,72              | 6,86              | 14h 57m 28.00s          | −21° 24' 55.7"      | 19,3                 |
| η Cassiopeiae B  | K7V            | 7,51              | 8,64              | 00h 49m 06.29s          | +57° 48' 54.7"      | 19,4                 |
| 36 Ophiuchi A    | K1Ve           | 5,07              | 6,18              | 17h 15m 20.98s          | −26° 36' 10.2"      | 19,5                 |
| 36 Ophiuchi B    | K1Ve           | 5,11              | 6,22              | 17h 15m 20.98s          | −26° 36' 10.2"      | 19,5                 |
| 36 Ophiuchi C    | K5Ve           | 6,33              | 7,45              | 17h 16m 13.36s          | −26° 32' 46.1"      | 19,5                 |
| Gliese 783 A     | K3V            | 5,32              | 6,41              | 20h 11m 11.94s          | −36° 06' 04.4"      | 19,7                 |